# Birrenbachshöhe
Birrenbachshöhe ist Ortsteil der Gemeinde Much im Rhein-Sieg-Kreis. Der Ort wurde 1096 erstmals urkundlich genannt als Bermishoe.

## Lage
Birrenbachshöhe liegt an den Hängen des Bergischen Landes. Nachbarorte sind Reinshagen im Osten, Löbach im Süden, Köbach und Oberhausen im Westen und Oberholz im Norden. Durch den Ort führt die Landesstraße 224.

## Geschichte
1901 hatte das Dorf 99 Einwohner. Dies waren die Haushalte Ackerin Wwe. Heinrich Dahlhäuser, Schreiner Clemens August Feld, Ackerin Eva Franken, Ackerer Heinrich Franken, Ackerer Gerhard Gräf, Ackerer Martin Ludwig, Schmied Joh. Peter Lutz, Ackerer Josef Pick, Ackerer Adolf August Schrahe, Schneider Gerhard Siebert, Schneider Joh. Siebert, Ackerer Peter Josef Siebert, Ackerer Wilhelm Siebert, Ackerer Joh. Steimel, zwei Ackerer Peter Steimel, Ackerer Wilhelm Steimel, Ackerin Wwe. Joh. Martin Tüschenbönner, Ackerer Joh. Josef Vollmer und Ackerer Joh. Wolter.
In der Zeit des Nationalsozialismus gab es im Ort ein Reichsarbeitsdienstlager.
Unter den Nummern 6 und 7 sind zwei Votivkreuze in Birrenbach in die Liste der Baudenkmäler in Much eingetragen.